# Viña Los Vascos
Viña Los Vascos, ubicada en la localidad de Peralillo en el Valle de Colchagua, Chile, produce y vende vino fino embotellado de alta calidad.

## Historia
Fue fundada por el fallecido empresario Fernando Echenique Zegers, el cual al fallecer dejó la viña en manos de su hija, María Ignacia Echenique Searle. En 1981, María Ignacia junto a su marido Jorge Eyzaguirre Correa potenciarían la viña, bautizándola con el nombre "Los Vascos", donde además de traer tecnología de punta contrataron al experimentado enólogo francés Yves Pouzet. Forma parte de la Ruta del Vino del Valle de Colchagua. 
Actualmente los dueños son el grupo francés Domaines Barons de Rothschild (Lafite) con el 57% y el empresario chileno Ricardo Claro, dueño también de la Viña Santa Rita.
Es una viña mediana que solo produce 400.000 cajas de 12 botellas para exportación y cuatro vinos: Cabernet Sauvignon, Cabernet Sauvignon Reserva, Chardonnay y Sauvignon Blanc. En condiciones apropiadas produce el Cabernet Sauvignon ultra premium Le Dix.
Sus principales mercados son: Estados Unidos, Alemania, Japón, Inglaterra y México. pero tiene presencia en más de 25 países en todo el mundo. 
Por política de los dueños, la viña no participa en concursos nacionales ni internacionales.
La viña se encuentra a 130 metros de altitud, y cerca del océano Pacífico (a 40 kilómetros).